# Lohvinaŭ Verlag
Der Lohvinaŭ Verlag ist ein belarussischer unabhängiger Buchverlag mit Exilsitz in Vilnius. Zu seinen Programmfeldern zählen Literatur, Geschichte, Politik und Kunst. Programmschwerpunkte sind zeitgenössische belarussische Belletristik sowie internationale Gegenwartsliteratur in belarussischer Übersetzung. Im Sortiment finden sich aber auch Lyrik, Sachbücher, Kinderbücher, Fotobände und Zeitschriften. Bei Lohvinaŭ erscheinen zahlreiche bekannte belarussische Autoren wie Swetlana Alexandrowna Alexijewitsch, Uladsimir Arlou, Alhierd Bacharevič, Andrej Chadanowitsch und Artur Klinaŭ.

## Verlagsgeschichte
Der Lohvinaŭ Verlag wurde 2000 von Ihar Lohvinaŭ in Minsk gegründet. Erklärtes Ziel ist die Veröffentlichung belarussischer Gegenwartsliteratur auf Belarussisch. Die Ausgangsbedingungen dafür waren schwierig: Belarussisch zählt in Belarus zwar zu den offiziellen Landessprachen, wird von der Lukaschenka-Regierung jedoch „inoffiziell als Sprache der Opposition“ wahrgenommen. Zudem genießen staatliche Verlage geringere Mehrwertsteuersätze, was die belarussischsprachigen Bücher unabhängiger Verlage zusätzlich benachteiligt. Auf dem belarussischen Buchmarkt machten folglich russischsprachige Bücher zirka 95 % aller Veröffentlichungen aus. Indem der Lohvinaŭ Verlag auf moderne und kritische Autoren setzte, die bei Staatsverlagen nicht willkommen waren, konnte er sich jedoch zu einer „Lokomotive der belarussischen Literatur“ entwickeln. Lohvinaŭ eröffnete 2009 zudem eine gleichnamige Buchhandlung, die sich als „unabhängige öffentliche Plattform“ für Schriftsteller, Leser und Kritiker verstand.
2011 gab der Lohvinaŭ Verlag den Bildband Belarus Press Photo 2011 heraus, in dem Bilder des gleichnamigen Fotowettbewerbs abgedruckt waren. Einige Fotos aus Minsk zeigten, wie Polizisten im Dezember 2010 bei Protesten gegen den Wahlbetrug die Demonstranten blutig prügelten. Daraufhin wurde dem Verlag vorgeworfen, „extremistische Bücher“ zu veröffentlichen. Auf Intervention des Informationsministeriums hin wurde Lohvinaŭ die staatlich vergebene Herausgeberlizenz 2013 entzogen. Die verbliebenen Exemplare des Bildbandes wurden konfiziert und eingestampft.
Der Verlag verlagerte seinen Geschäftssitz daraufhin nach Vilnius. Der Minsker Buchladen blieb jedoch weiter in Betrieb. Die belarussische Regierung versuchte dessen Geschäfte u. a. durch das Zurückhalten einer Verkaufslizenz zu behindern. Da der Buchladen aus wirtschaftlichen Gründen dennoch weiter öffnete, wurde er 2015 vom Minsker Wirtschaftsgericht zu einer Strafzahlung von fast einer Milliarde belarussischer Rubel (ca. 60.000 Euro) verurteilt. Durch eine internationale Spendenaktion konnte der Bankrott abgewendet werden. Seit Mitte 2016 ist der Buchladen Lohvinaŭ in Minsk aber „zeitweise geschlossen“.
Durch eine Crowdfunding-Aktion 2018 konnte der Lohvinaŭ Verlag die erste unzensierte Veröffentlichung der Nobelpreisträgerin Swetlana Alexijewitsch in ihrer Heimatsprache realisierten.

## Würdigungen
Für seinen Einsatz für die Meinungsfreiheit – trotz aller Maßnahmen des belarussischen Regimes gegen den Verlag – wurde der Verleger Ihar Lohvinaŭ 2014 mit dem Prix Voltaire ausgezeichnet.
Im Jahr darauf wurde der Verlagleiter für seinen Mut und die „Verbreitung intellektuellen und freiheitlichen Gedankenguts“ mit dem IPA Freedom to Publish Prize gewürdigt.

## Logo
Das als Logo verwendete „Ў“ (kurzes U) ist ein Buchstabe, der in der belarussischen Schrift, nicht aber in der Russischen vorkommt. Er gilt deshalb auch als ein „Symbol der Eigenständigkeit und der Abgrenzung vom großen Nachbarn“.